# Unió Internacional d'Ornitòlegs
La Unió Internacional d'Ornitòlegs és una associació científica que aplega ornitòlegs de tot el món. Col·labora amb altres organitzacions científiques, fundacions i institucions. Encoratja ornitòlegs aficionats i professionals en projectes locals. Fomenta la transferència de coneixement entre la recerca bàsica i la recerca aplicada, en particular la protecció de les espècies. És una de les assemblees de científics més antiga encara activa.
És l'hereva del Comité internacional ornitològic (International Ornithological Committee), creat el 1884. En ornitologia, per la natura mateixa dels nombrosos aus migradors, fa menester col·laboració internacional més que en altres branques de la zoologia. A la darreria del segle xix, va ser el neguit dels fundadors, l'alemany Rudolf Blasius i l'austríac Gustav von Hayek de fomentar la recerca internacional, tot i que als principis quedava força limitat als països de parla alemanya i a la sola Europa. A poc a poc es va realment internacionalitzar. El Congrés Ornitològic Internacional de 2010 va decidir rebatejar el nom del Comité en l'actual Unió Internacional d'Ornitòlegs.
A més del congrès, que organitza cada quatre anys, és conegut per la publicació de la IOC World Bird List (Llista dels ocells del món), un document d'accés obert que serveix per facilitar la comunicació mundial en ornitologia en fomentar una nomenclatura comuna que contribueix a l'avenç de la ciència i la conservació de la biodiversitat. Aquesta llista s'actualitza dues vegades per any. A més dels noms científics del la nomenclatura binomial, del 1990 va desenvolupar un vocabulari anglés comú per anomenar els aus. Va caldre quinze anys, per acordar els ornitòlegs dels diferents països de parla anglesa i vèncer els particularismes de cadascú.